# Astrid Joutseno
Astrid Helena Joutseno, Jönsson fram till 1906, född 1 juli 1899 i Åbo, död 29 juli 1962 i Åbo, var en finländsk pianist.
Joutseno var dotter till kontoristen Johan Enfrid Jönsson och Emma Josefina Lundén. Hon studerade fem år vid Åbos flickskola och studerade därefter piano hos bland andra Emil Sauer i Berlin 1922–1923. Studierna fortsatte i Paris 1927–1932. Joutseno framförde främst kammarmusik tillsammans med bland andra Paavo Kostioja och Aino Ackté, men hon var ständig följeslagare till violinisten Kerttu Wanne, med vilken hon konserterade i Europa och USA. Wanne och Joutseno gjorde även skivinspelningar tillsammans. Joutseno var en av Finlands tidigaste musikpedagoger och lärde ut sina kunskaper i hemstaden från 1918. 1934 grundade hon Åbos pianoskola och till hennes elever hör Einojuhani Rautavaara och Eero Heinonen. Joutseno avled i hemstaden 1962 till följd av en svår sjukdom.